# 布魯諾·羅茲克
布魯諾·羅茲克（1935年5月29日—1998年4月12日）是一名法國前足球員，擁有波蘭裔，司職後衛。
羅茲克曾效力蘭斯和尼斯，並曾代表法國國家隊參加1960年歐洲國家盃，並奪得殿軍。

## 榮譽

### 蘭斯
- 法甲冠軍：1958、1960及1962
- 歐聯亞軍：1959

## 外部鏈接
- Bruno Rodzik Profile （页面存档备份，存于）於法國足球總會（法語）
- 法国足球协会上的 布魯諾·羅茲克 （法文） 存档于webarchive.org.